# Chitid, Hunedoara
Chitid este un sat în comuna Boșorod din județul Hunedoara, Transilvania, România.

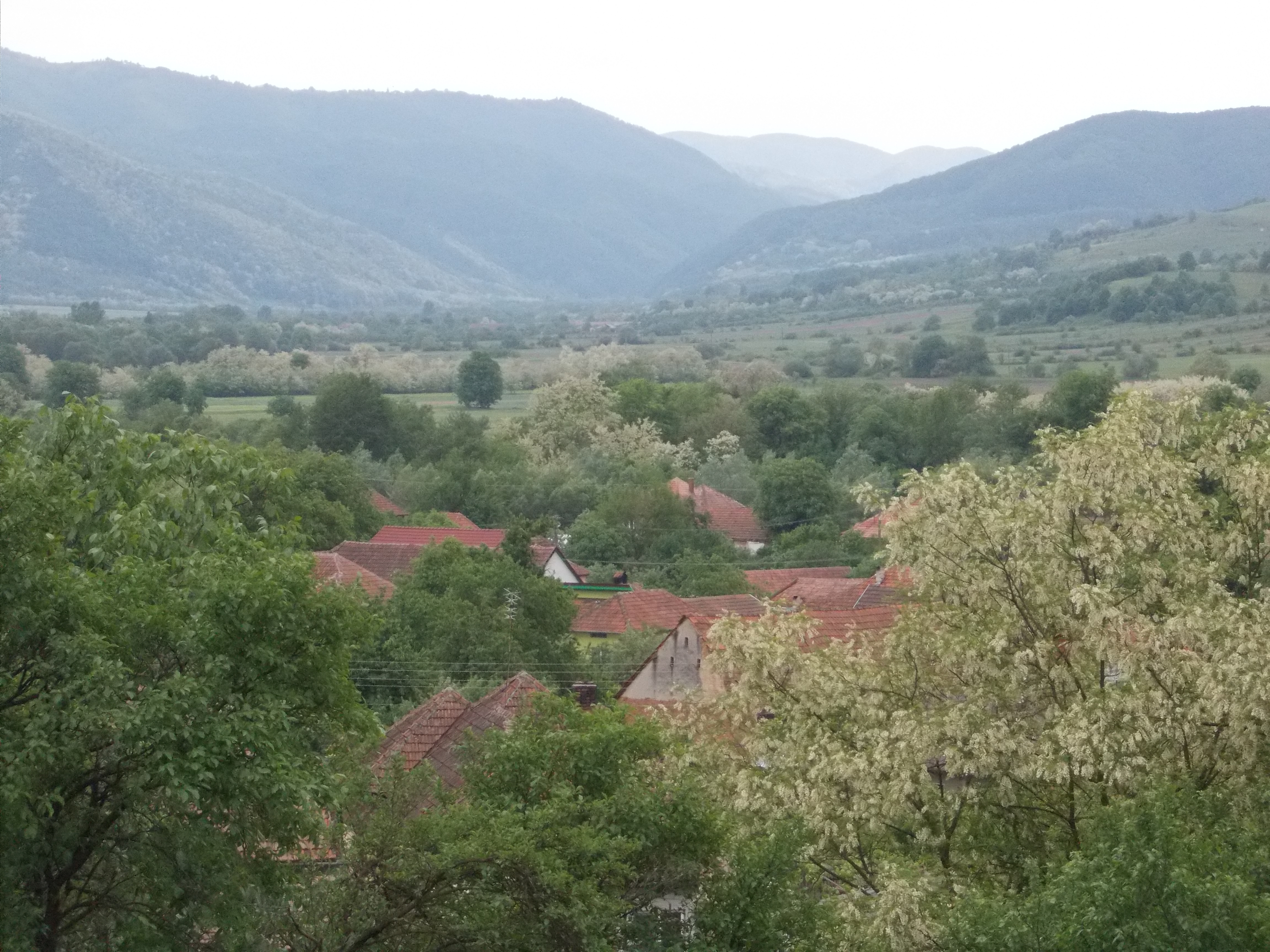
Chitid

## Monumente
- ‎Biserica Adormirea Maicii Domnului din Chitid

## Imagini

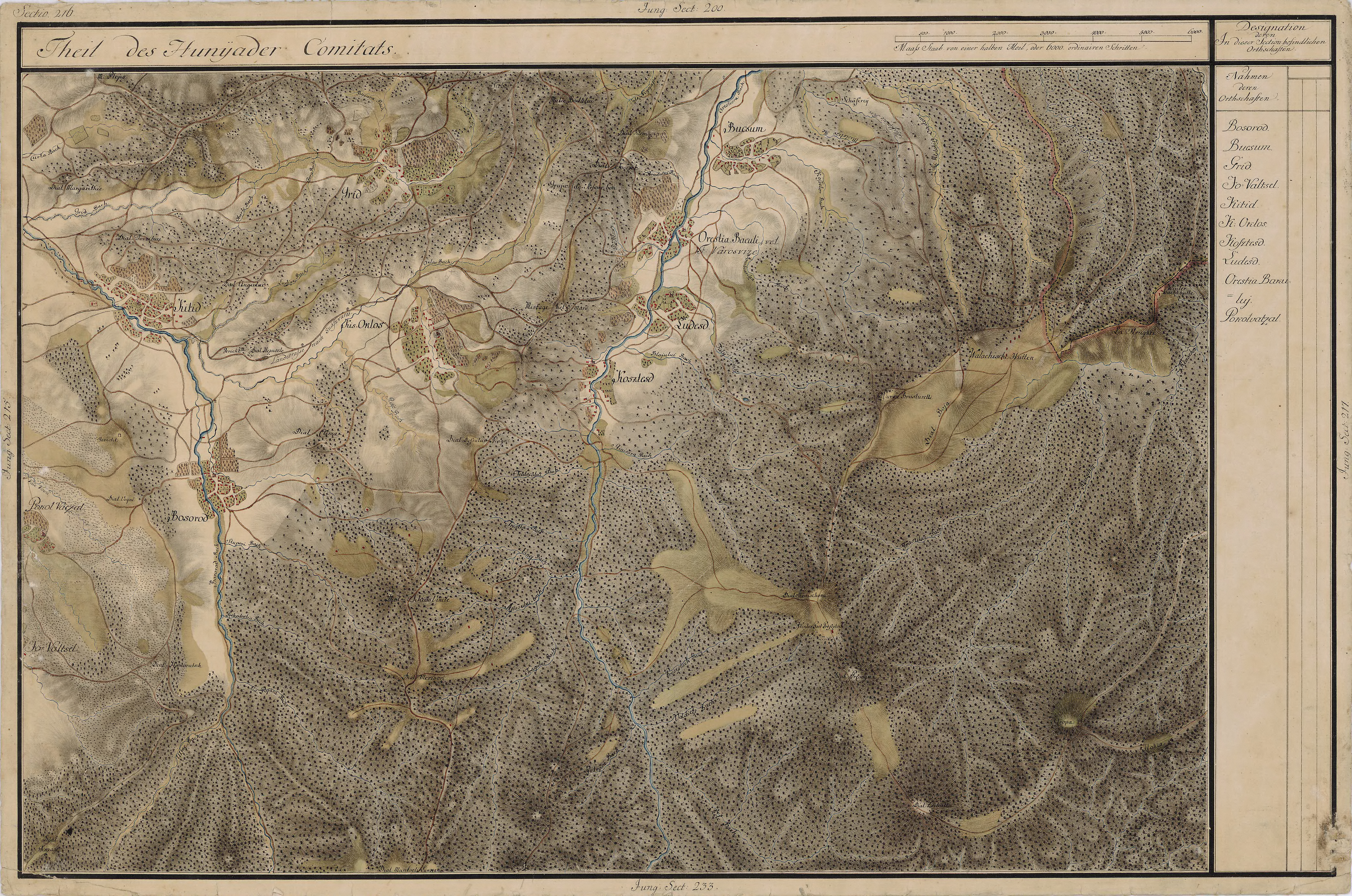
Chitid în Harta Iosefină a Transilvaniei, 1760-1773
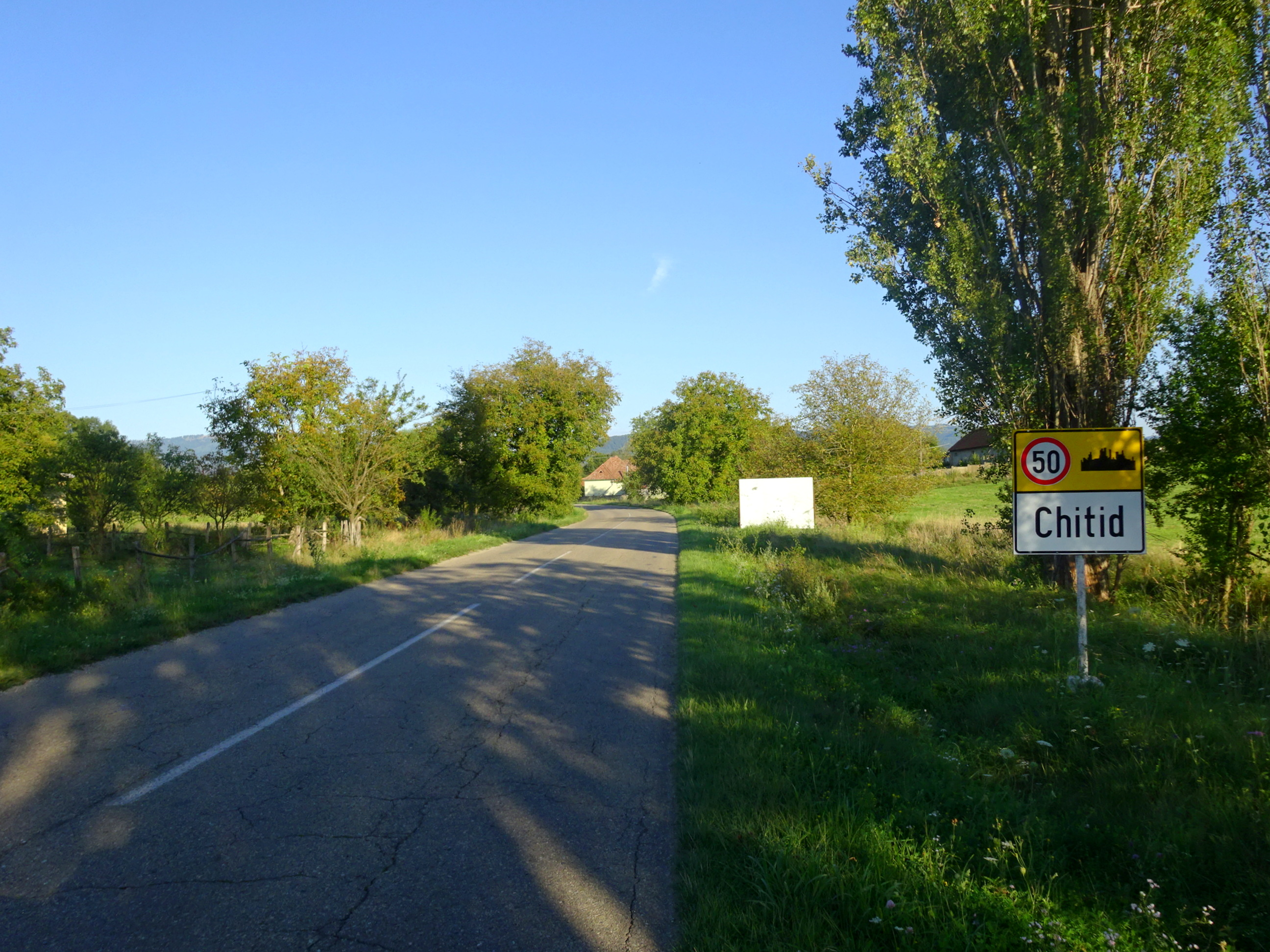
Intrarea în localitate
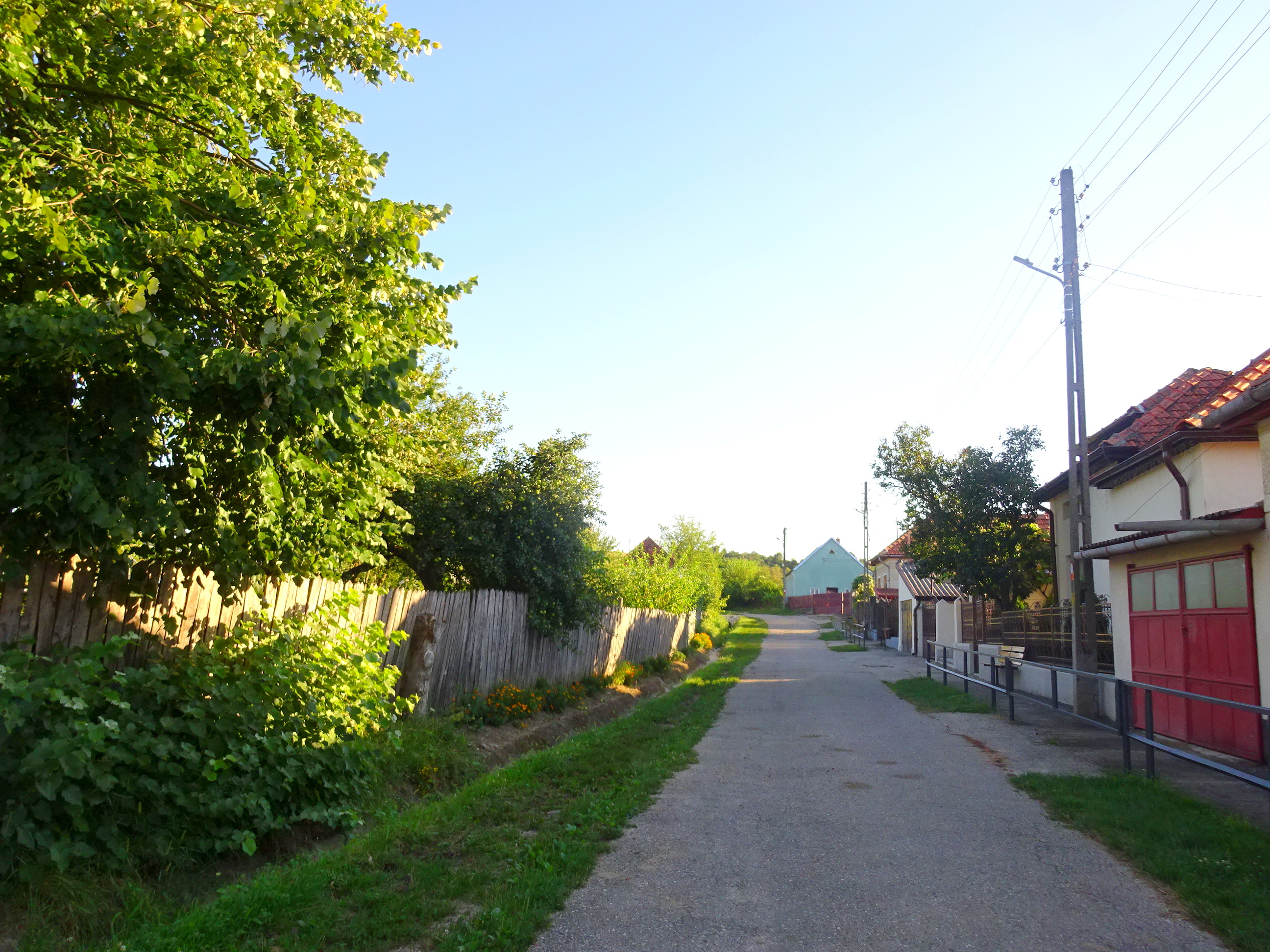
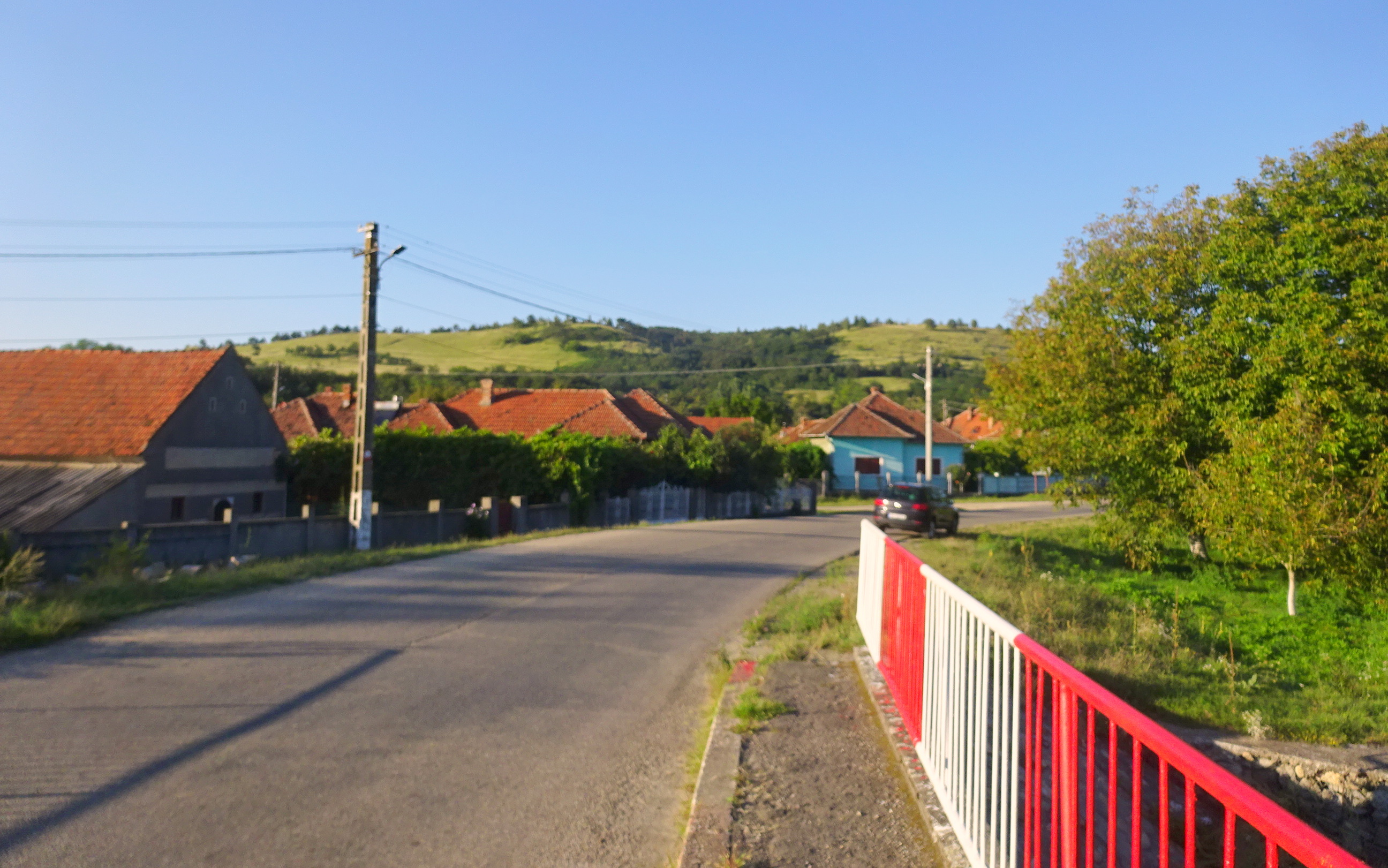
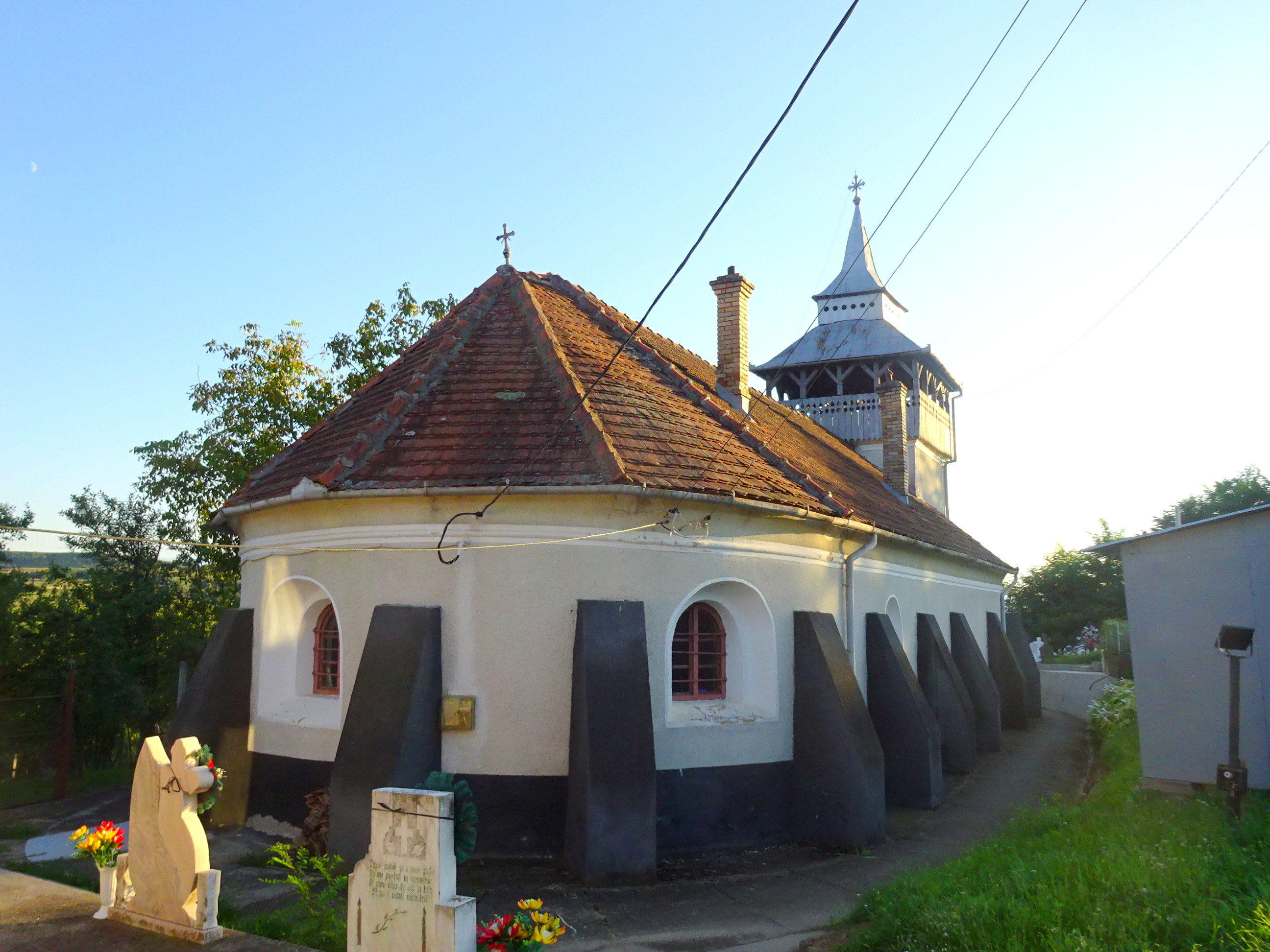
Biserica Adormirea Maicii Domnului din Chitid (monument istoric)
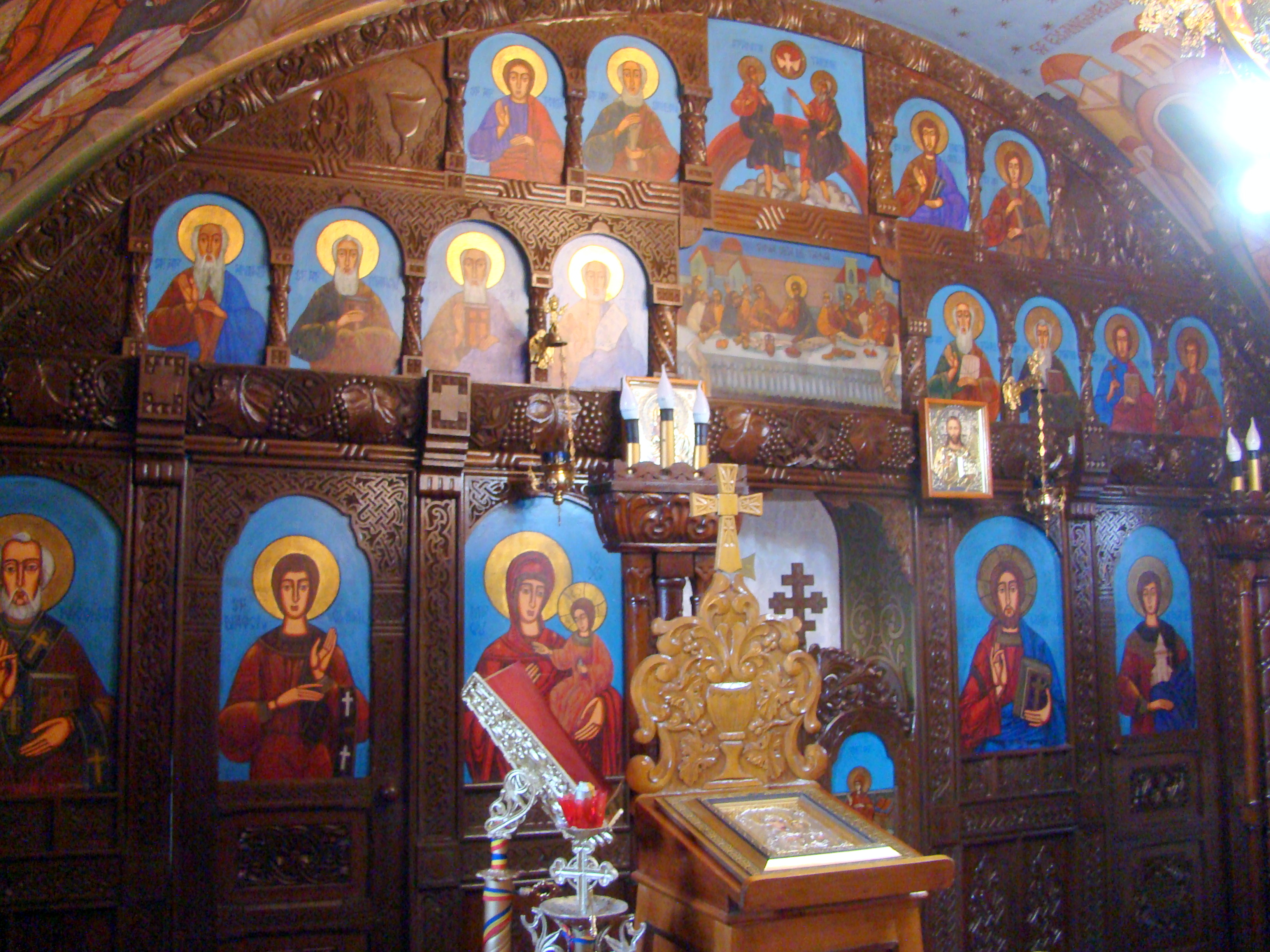
Biserica Adormirea Maicii Domnului din Chitid (monument istoric)
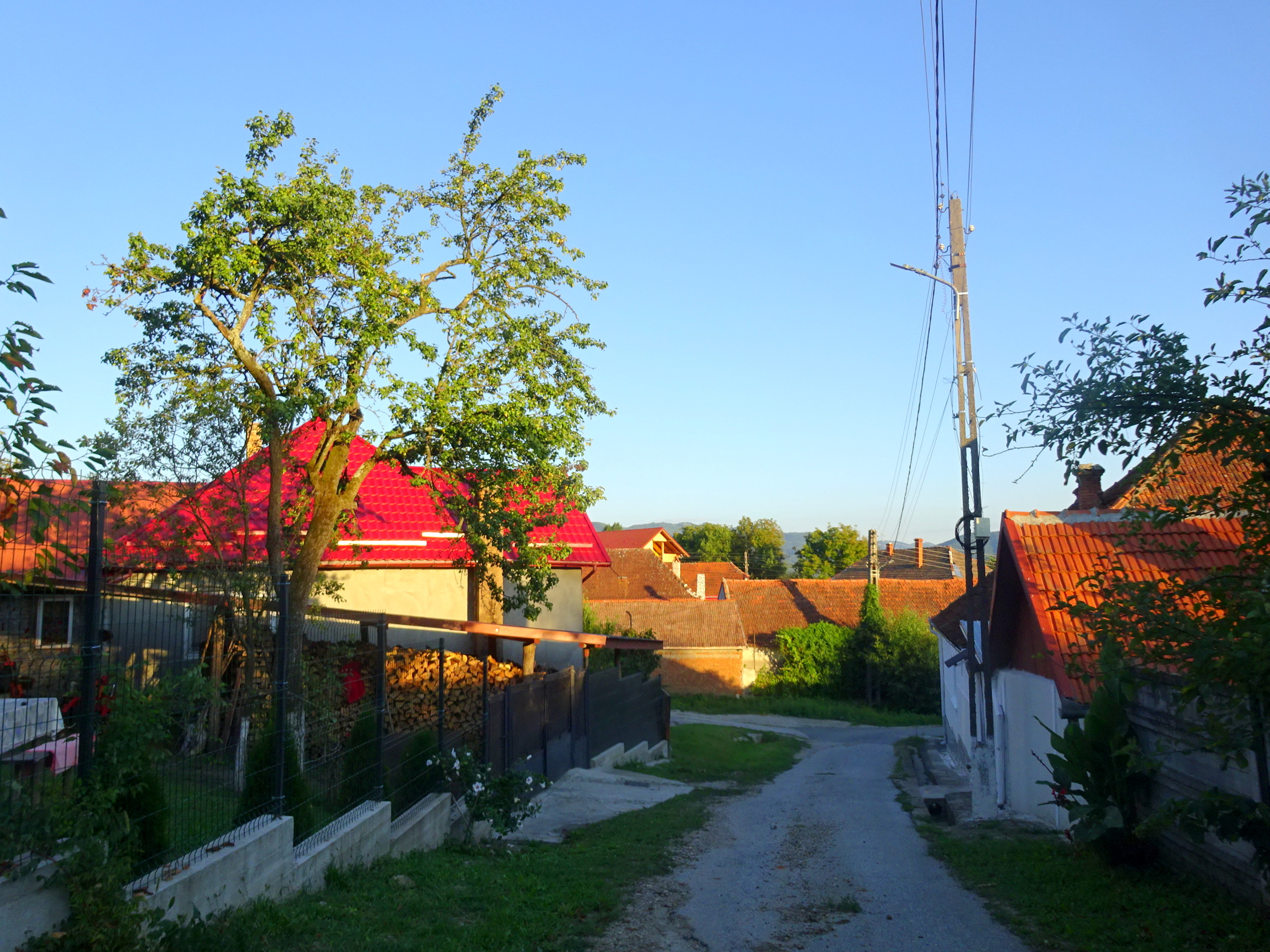
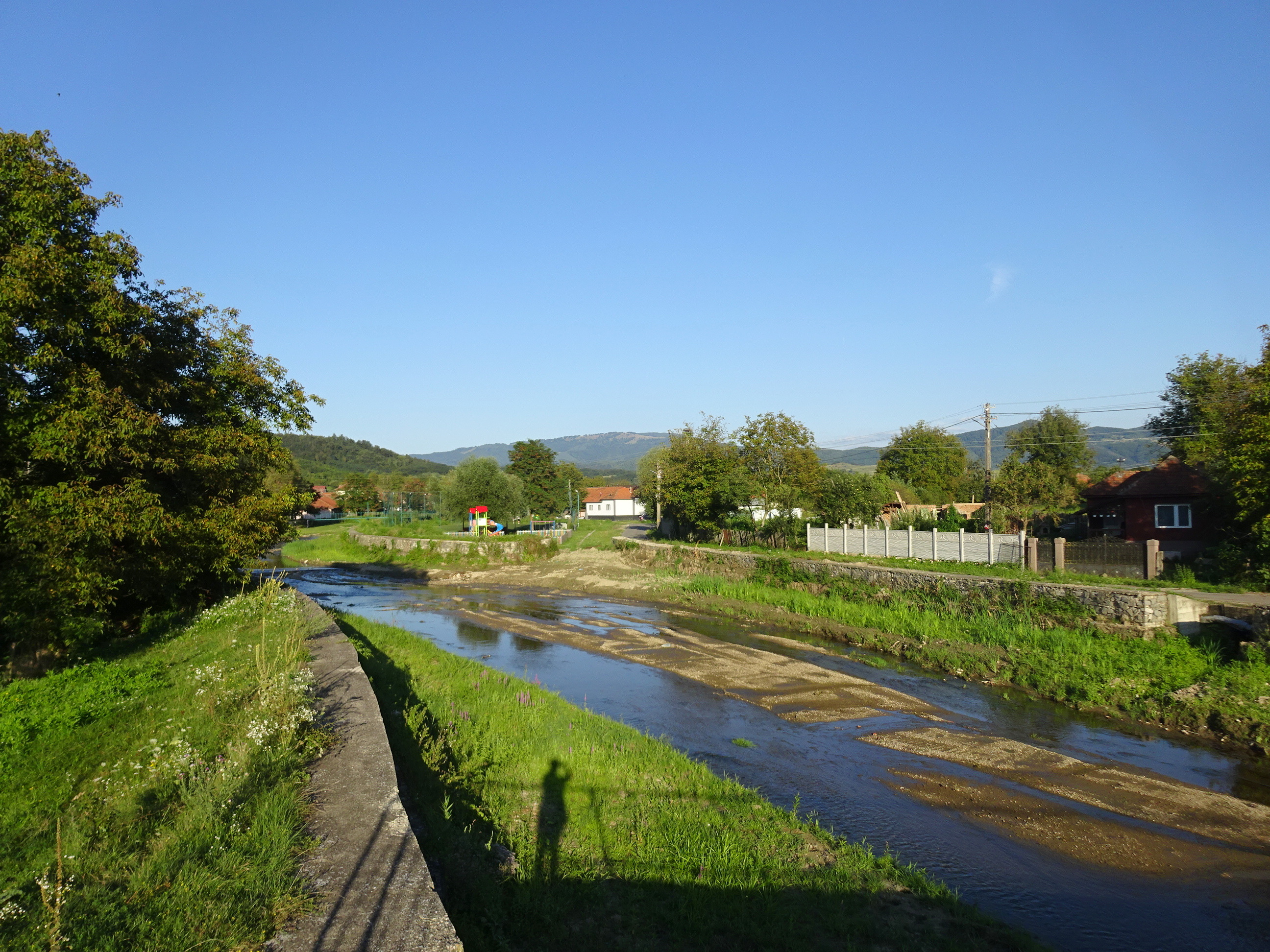
Valea Luncanilor la Chitid
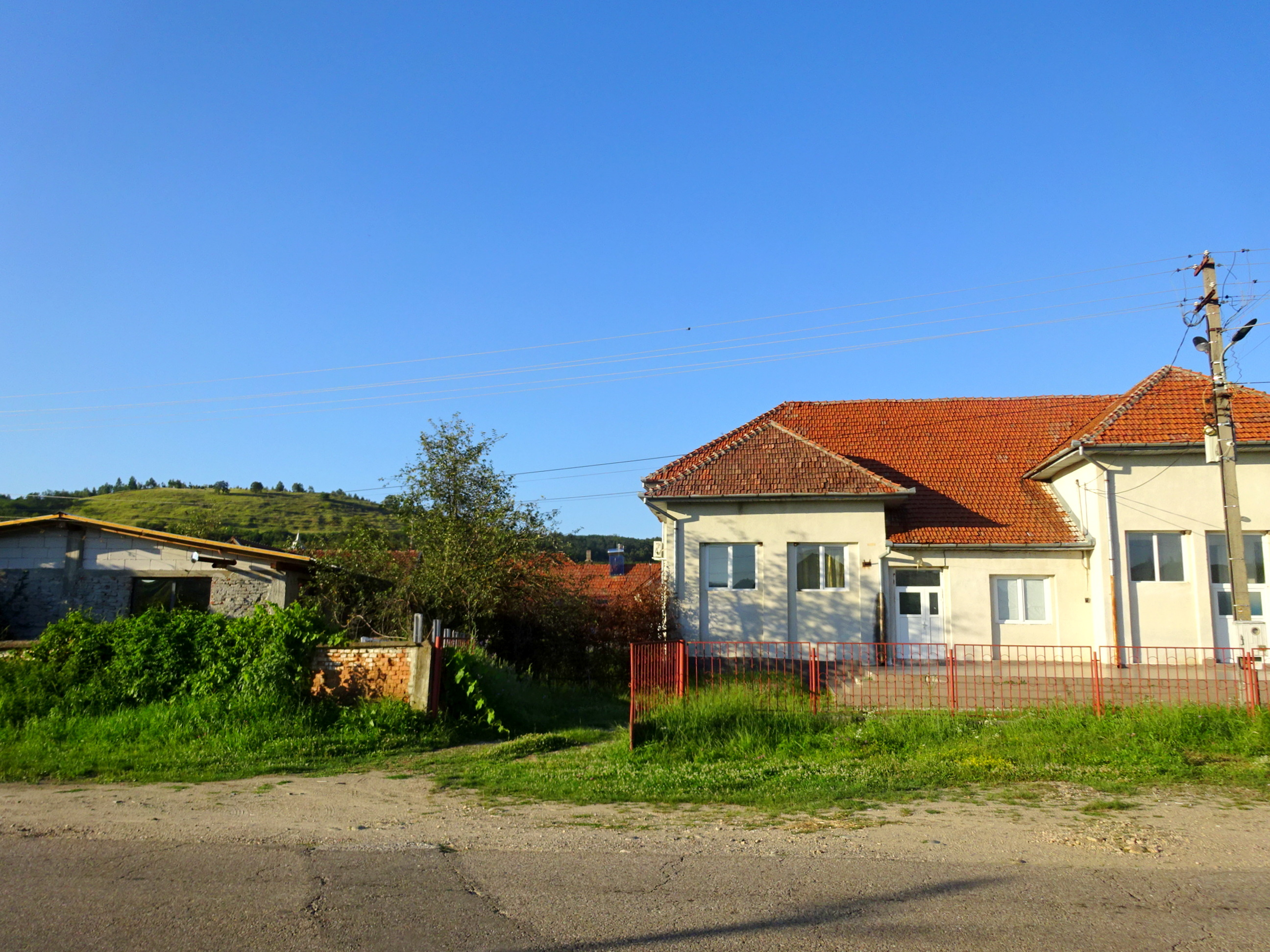